# Ceropegia albisepta
Ceropegia albisepta är en oleanderväxtart som beskrevs av Jumelle och Perrier. Ceropegia albisepta ingår i släktet Ceropegia och familjen oleanderväxter. Inga underarter finns listade i Catalogue of Life. Synonymen Ceropegia evelynae är namngiven efter samlaren Evelyn Forbes.